# M–84
Az M–84 a szovjet T–72 harckocsi jugoszláv változata. Az eredeti verzióhoz képest több továbbfejlesztést tartalmaz, mint a kifinomult tűzvezérlő rendszer, kommunikációs rendszer, számítógépes vezérlés. Az 1000 lóerős motor jobb gyorsulást, és nagyobb végsebességet biztosít.

## Rendszeresítő országok
- Bosznia-Hercegovina 87 db
- Horvátország 75 db
- Kuvait 150 db
- Szerbia 212 db
- Szlovénia 54 db